# Rally Villa de Llanes de 2019
El Rally Villa de Llanes de 2019  fue la 43.ª edición y la octava ronda de la temporada 2019 del Campeonato de España de Rally. Se disputó entre el 27 y el 28 de septiembre y contó con un itinerario de diez tramos que sumaban un total de 151,34 km cronometrados. También fue puntuable para la Copa Suzuki Swift, el campeonato de Asturias, la Copa Suzuki Swift Júnior y la Beca Júnior R2.

## Itinerario
| Día   | Tramo | Nombre            | Distancia | Hora  | Ganador    | Tiempo  | Líder      |
| ----- | ----- | ----------------- | --------- | ----- | ---------- | ------- | ---------- |
| Día 1 | TC1   | Llanes            | 1,78 km   | 21:03 | Pepe López | 0:56.0  | Pepe López |
| Día 2 | TC2   | Torre-Fios        | 21,29 km  | 08:40 | Pepe López | 12:51.8 | Pepe López |
| Día 2 | TC3   | Labra-Nueva       | 19,09 km  | 09:33 | Pepe López | 13:20.5 | Pepe López |
| Día 2 | TC4   | Torre-Fios        | 21,29 km  | 11:40 | Iván Ares  | 12:49.7 | Pepe López |
| Día 2 | TC5   | Labra-Nueva       | 19,09 km  | 12:33 | Iván Ares  | 13:21.1 | Pepe López |
| Día 2 | TC6   | Riu Cabra         | 21,26 km  | 15:58 | Iván Ares  | 12:15.6 | Pepe López |
| Día 2 | TC7   | La Tornería (TC+) | 11,40 km  | 16:38 | Iván Ares  | 6:55.0  | Pepe López |
| Día 2 | TC8   | Riu Cabra         | 21,26 km  | 18:35 | Iván Ares  | 12:08.0 | Pepe López |
| Día 2 | TC9   | La Tornería       | 11,40 km  | 19:15 | Iván Ares  | 6:52.3  | Pepe López |
| Día 2 | TC10  | Llanes            | 1,78 km   | 20:13 | Iván Ares  | 0:59,6  | Pepe López |

## Clasificación final
| Pos.                     | Piloto                     | Copiloto                 | Automóvil             | Tiempo    | Diferencia |
| General                  | General                    | General                  | General               | General   | General    |
| ------------------------ | -------------------------- | ------------------------ | --------------------- | --------- | ---------- |
| 1.                       | Pepe López                 | Borja Rozada             | Citroën C3 R5         | 1:33:19.0 | 0.0        |
| 2.                       | Iván Ares                  | David Vázquez            | Hyundai i20 R5        | 1:35:10.8 | +1:51.8    |
| 3.                       | Joan Vinyes                | Jordi Mercader           | Suzuki Swift Sport R+ | 1:35:35.9 | +2:16.9    |
| 4.                       | Javier Pardo               | Adrián Pérez             | Suzuki Swift Sport R+ | 1:36:24.1 | +3:05.1    |
| 5.                       | Alfredo Tamés              | Ramón Suárez             | Ford Fiesta N5        | 1:36:58.5 | +3:39.5    |
| 6.                       | Ángel Paniceres            | Javier Álvarez           | Kia Rio N5            | 1:38:10.7 | +4:51.7    |
| 7.                       | Alberto Monarri            | Alberto Chamorro         | Abarth 124 Rally RGT  | 1:39:41.3 | +6:22.3    |
| 8.                       | Daniel Peña                | Raúl Pérez               | Citroën DS3 R3T Max   | 1:39:47.0 | +6:28.0    |
| 9.                       | Josep Bassas Mas           | Sergi Brugué             | Peugeot 208 R2        | 1:40:51.7 | +7:32.7    |
| 10.                      | Francisco A. López Pacheco | Borja Odriozola          | Hyundai i20 R5        | 1:41:13.2 | +7:54.2    |
| Copa Suzuki Swift        |                            |                          |                       |           |            |
| 1. (15.)                 | Óscar Sarabia              | Juan A. Dertiano         | Suzuki Swift Sport    | 1:44:07.3 | 0.0        |
| 2. (19.)                 | Miguel García Gutiérrez    | Laura Salvo El Hage      | Suzuki Swift Sport    | 1:45:07.0 | +59.7      |
| 3. (20.)                 | David Cortés               | Rubén Soto               | Suzuki Swift Sport    | 1:45:08.7 | +1:01.4    |
| Beca Júnior R2           |                            |                          |                       |           |            |
| 1. (9.)                  | Josep Bassas Mas           | Sergi Brugué             | Peugeot 208 R2        | 1:40:51.7 | 0.0        |
| 2. (17.)                 | Santiago García Paz        | Néstor Casal Vilar       | Peugeot 208 R2        | 1:44:40.1 | +3:48.4    |
| 3. (26.)                 | Óscar Palomo Ortíz         | Javier Martínez Martínez | Peugeot 208 R2        | 1:45:54.8 | +5:03.1    |
| Copa Suzuki Swift Júnior |                            |                          |                       |           |            |
| 1. (22.)                 | Unai de La Dehesa          | Alain Peña Salvador      | Suzuki Swift Sport    | 1:45:34.4 | 0.0        |
| 2. (25.)                 | Pablo Medina               | Ariday Bonilla           | Suzuki Swift Sport    | 1:45:51.2 | +16.8      |
| 3. (27.)                 | Aarón Zorrilla             | Jairo Gómez              | Suzuki Swift Sport    | 1:46:00.0 | +25.6      |